# Luftkurort Leysin

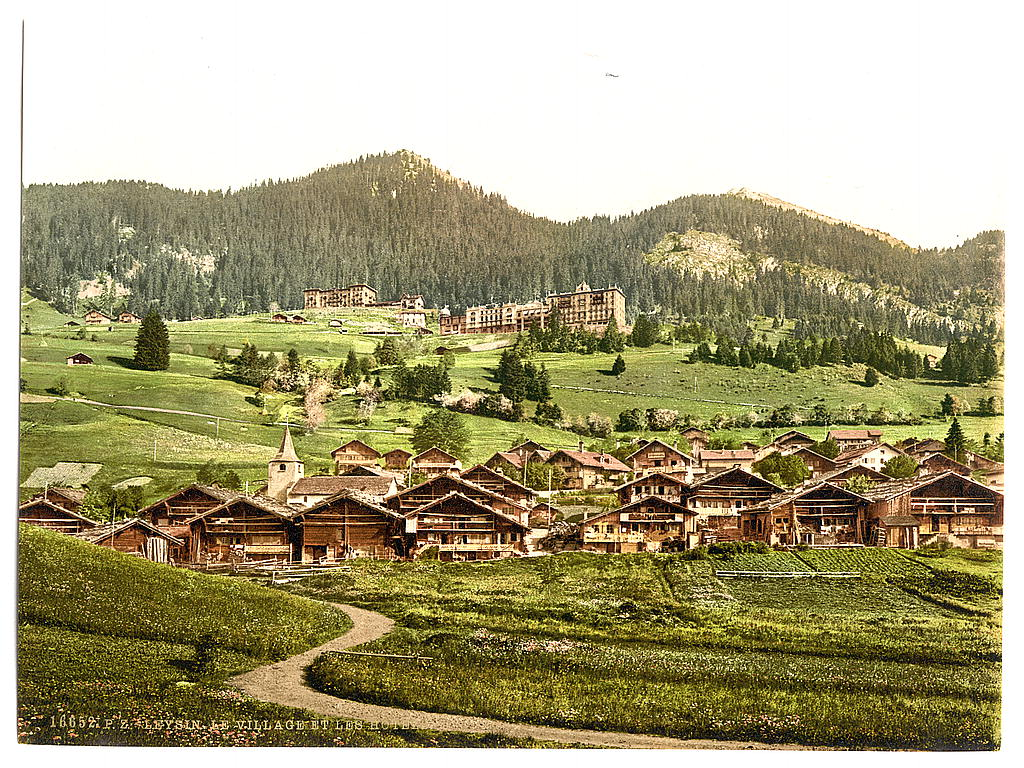
Leysin mit den Sanatorien «Grand Hotel» (oben links) und «Hotel Mont Blanc», um 1900

Der Luftkurort Leysin (Station climatique de Leysin) ist ein historischer Kur- und Erholungsort mit privaten und öffentlichen Höhenkliniken, Sanatorien, Lungenheilstätten, Pensionen und Kurhotels in der Berggemeinde Leysin im Schweizer Kanton Waadt. Sein Aufschwung im 19. Jahrhundert hing mit der Entwicklung in der Behandlung der Tuberkulose zusammen.

## Höhenlage und Klima
Leysin befindet sich auf einer breiten Terrasse am Südhang der Tour d’Aï auf 1253 m im schweizerischen Rhonetal. Das Klima der Südhanglage, geschützt von kalten Nordwinden und meist oberhalb der Dunst- und Hochnebeldecke des Rhonetales war für die Sonnentherapie besonders geeignet.
Der Waldenserpastor Jean-Louis Muret (1715–1796) schrieb 1766 in seinem Buch Mémoire sur l’état de la population dans le pays de Vaud über die auffallende Langlebigkeit der Einwohner von Leysin. Thomas Malthus verglich in seinem Buch von 1789 Essay upon the principles of population die verhältnismässig lange Lebenszeit der Dorfbewohner (durchschnittlich 61 Jahre) gegenüber anderen europäischen Gemeinden, was er auf das gesunde Klima und die Abgeschiedenheit zurückführte. Damit wurde Leysin im 19. Jahrhundert als Genesungsort international bekannt.

## Zugang
1875 wurde die Strasse von Le Sepey nach Leysin eingeweiht. 1897 wurde die Zahnradbahn Aigle–Leysin (AL) von Aigle bis Leysin-Feydey eröffnet und 1915 bis zum «Grand Hotel» verlängert.

## Geschichte
In den 1880er Jahren waren 15 % der Todesfälle in der Schweiz auf die Tuberkulose zurückzuführen. Im 19. Jahrhundert reisten an Kretinismus, Rachitis und ab 1873 an Lungenschwindsucht Erkrankte nach Leysin zur Kur. Im Sommer 1878 wurde die erste Pension eröffnet. Um 1890 zählte Leysin 500 Einwohner.

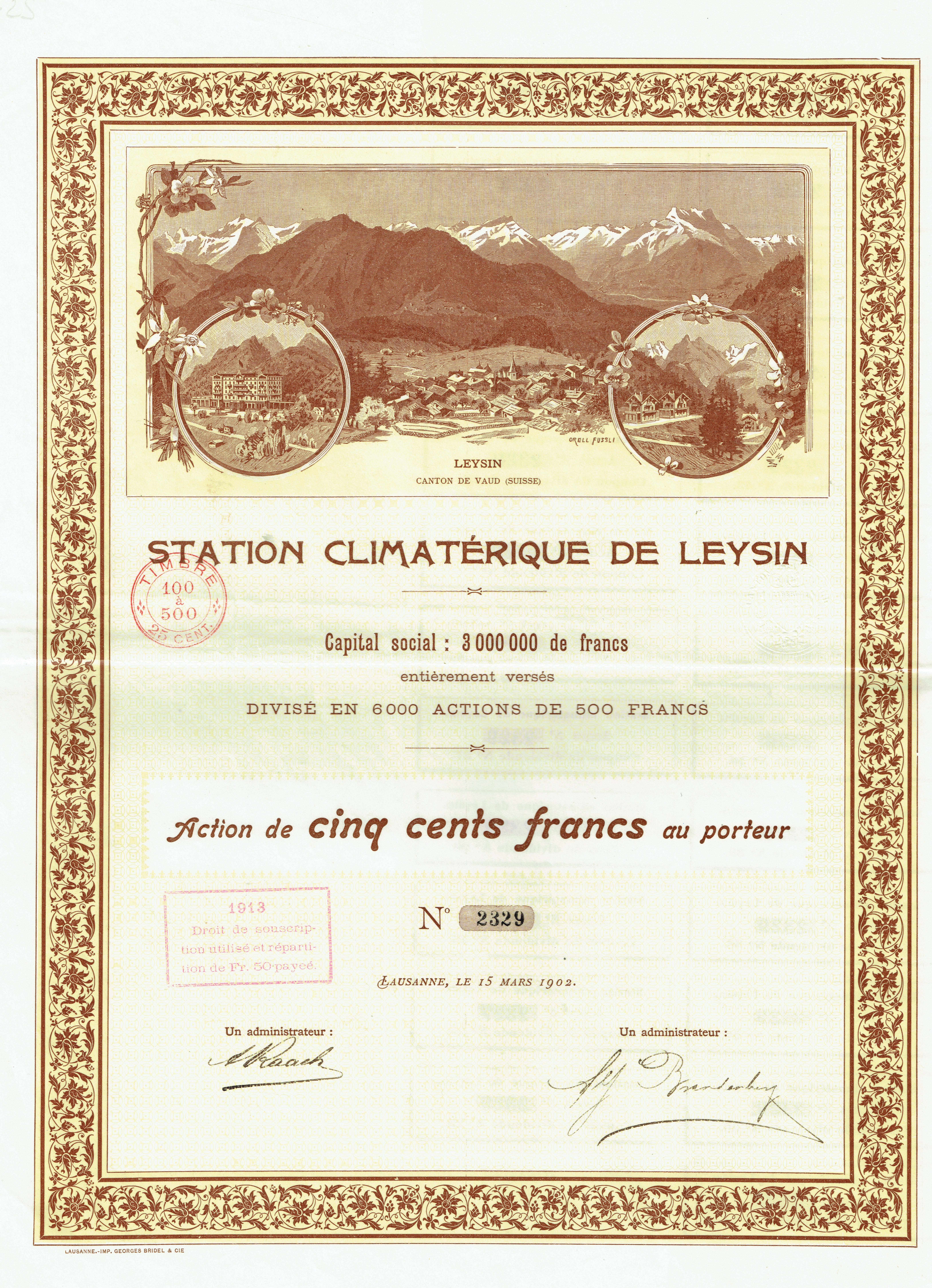
Darstellung des Grand Hôtel auf einer Aktie dessen Eigentümers «Station Climatérique de Leysin» von 1902

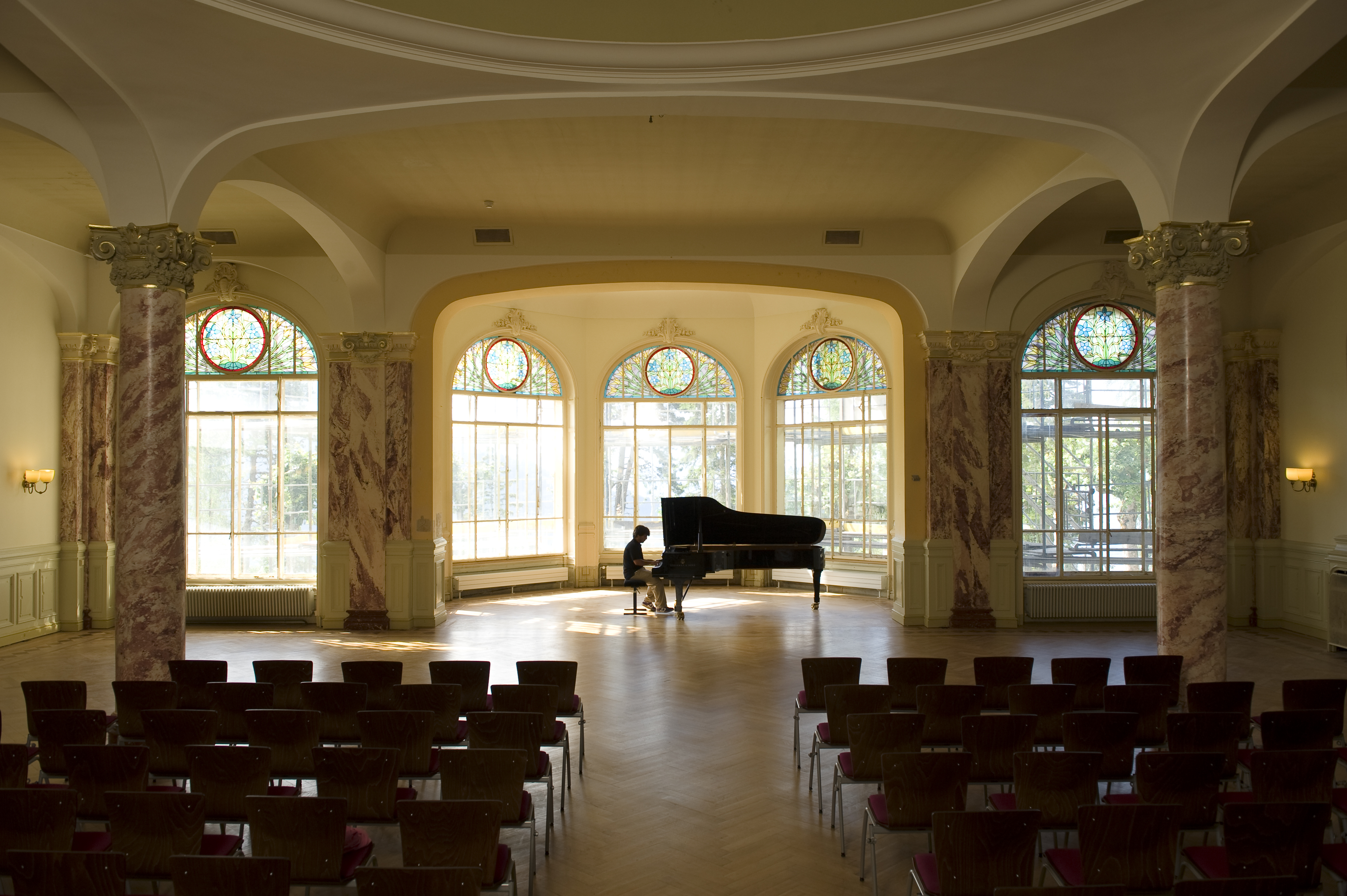
Belle Epoque Salle im «Grand Hôtel»

Im August 1892 wurde das «Grand Hotel» ⊙ (früher «Hôtel de la Source»), als erstes medizinisches Zentrum für die Behandlung von Lungentuberkulose für 120 Patienten eingeweiht (heute «Belle Époque Campus» der Leysin American School LAS). Das Hotel «Mont-Blanc» folgte 1895 ⊙. Beide wurden vom Architekten Henri Verry entworfen. 1894 wurde Henri Burnier medizinischer Direktor des Grand Hotels und des Hotels Mont Blanc. Er stellte 1896 den jungen Arzt Théodore Stephani als Lungenfacharzt (Pneumo Phthysiologe) im «Hôtel du Mont-Blanc» an.
Die Hotels in den Anfangsjahren wurden sowohl als Hotels als auch als Sanatorien oder Pflegeheime konzipiert.
Das «Chamossaire» wurde 1901, das «Sanatorium populaire» 1902, das «Chamois» 1903 ⊙, das «Belvédère» 1906 ⊙ und das «Frênes» 1909 ⊙ sowie 15 weitere Kliniken wurden vor 1920 gebaut.
Das «Sanatorium Populaire» ⊙ existierte von 1911 bis 1926 und beherbergt heute den «Savoy Campus» der Leysin American School (LAS).

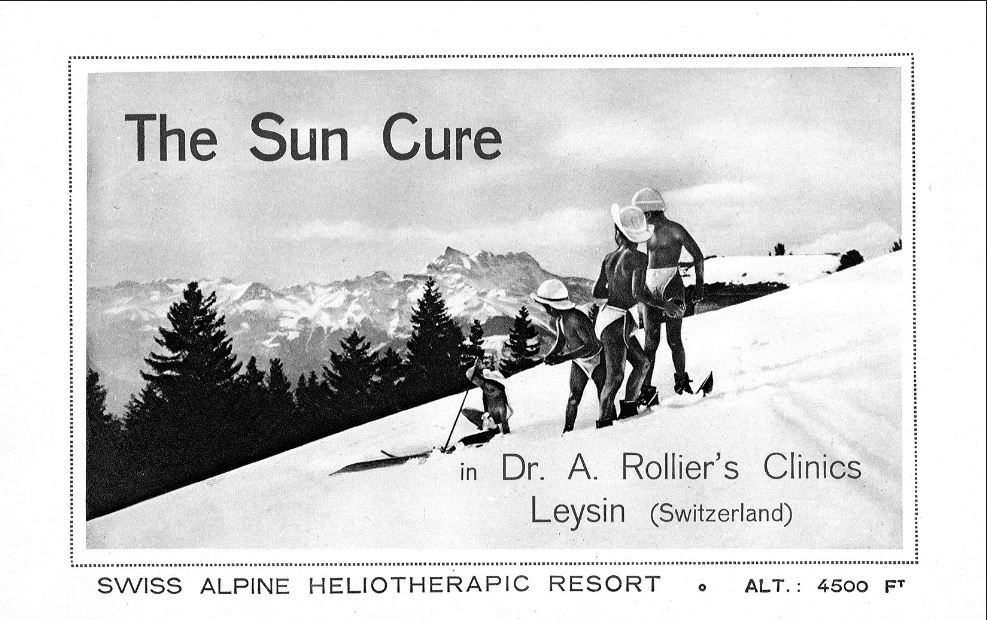
Heliotherapie in der Kinderklinik

Der Arzt Auguste Rollier eröffnete 1903 die erste Klinik zur Behandlung der Knochentuberkulose mit der Heliotherapie, die auf Ruhe, frische Luft und maximaler Sonneneinstrahlung basierte. Er gründete Freiluftschulen, 1909 die Klinik «Frênes», 1911 ein Kindersanatorium (Architekt Henri Verrey), 1914 die Klinik «Miremont» ⊙, 1915 die Schweizerische Militärklinik und 1930 die Klinik «Manufacture» ⊙, wo die Patienten manuelle Tätigkeiten ausführten. 1940 war Rollier für 18 Kliniken mit rund 1500 Tuberkulosepatienten verantwortlich.
Die Dreiecksverhandlungen der Schweiz ab Frühjahr 1915 ermöglichten während des Ersten Weltkriegs in Leysin kranke Kriegsgefangene aus deutschen und französischen Lagern aufzunehmen. Von Januar 1916 bis Mai 1919 wurden in Leysin 4240 Patienten behandelt, hauptsächlich Franzosen sowie Belgier, Polen und Engländer.
1920 wurde die «Klinik Belmont» ⊙, das erste Sanatorium für mittellose chirurgische Tuberkulosepatienten in der Schweiz, eröffnet. Die der «Waadtländer Liga gegen Tuberkulose» gehörende Klinik konnte 50 Patienten beherbergen (heute «LAS campus Beau-Site»).
Der Kanton Neuenburg übergab das von ihm erworbene «Hôtel Beau-Site» (Baujahr 1914)
⊙  der Fondation du Sanatorium Populaire Neuchâtelois, die es 1921 eröffnete.
Das Sanatorium Universitaire Suisse wurde 1922 als Tuberkulosesanatorium eröffnet. Zusammen mit der dazugehörenden Klinik «Les Fleurettes» nahm es tausende von Studenten auf. Der laufende Betrieb wurde aus jährlichen Beiträgen aller schweizerischen Studierenden, Privatdozenten und Professoren finanziert. Das Sanatorium wurde 1961 geschlossen, in ein Ferienhotel des Schweizerischen Studentenreisedienstes (SSR) umgewandelt und 2006 abgebrochen.
In Leysin wurden 1946 durchschnittlich 3500 Patienten in rund 80 Sanatorien behandelt. Die neuen antibiotischen Behandlungen in den 1950er Jahren bedeuteten das Ende der Sanatorien. Die alten Sanatorien mussten zwischen 1955 und 1962 schliessen und wurden zu Hotelkomplexen bzw. in internationale Privatschulen umgewandelt oder abgebrochen. Leysin wandte sich erfolgreich dem Sommer- und Wintertourismus zu.

Grand Hôtel (heute Leysin American School (LAS) Campus Belle Epoque)
Von oben nach unten: Hotels Mont Blanc, Belvédère und Klinik «Manufaktur»
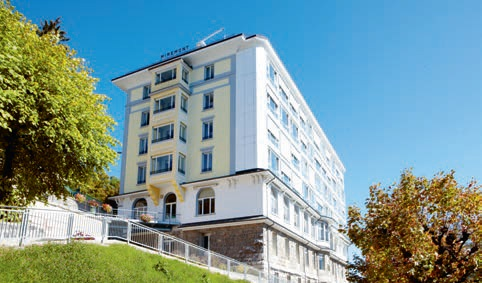
Klinik Miremont
Sanatorium Les Chamois 1903
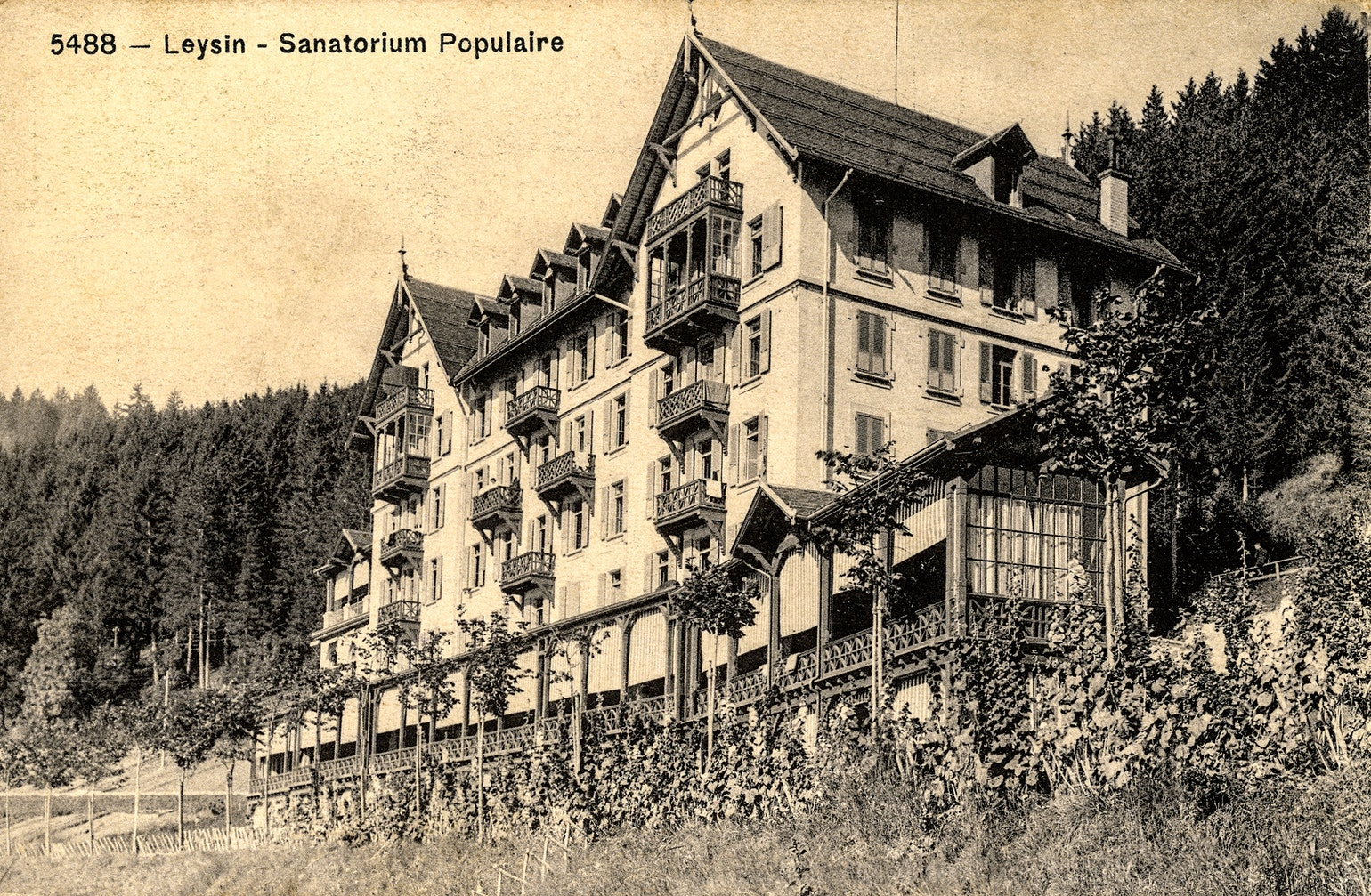
Sanatorium Populaire 1911–1926 (heute LAS Campus Savoy)

## Bekannte Patienten
- 1904 begab sich Zar Nikolaus II. ins «Grand Hotel» zur Behandlung.
- Jekaterina Nossenko, die Ehefrau von Igor Strawinsky, war 1911 als Patientin in Leysin.
- Mahatma Gandhi besuchte 1931 Romain Rolland beim Kuren.[6]